# Alter Friedhof (Pirmasens)

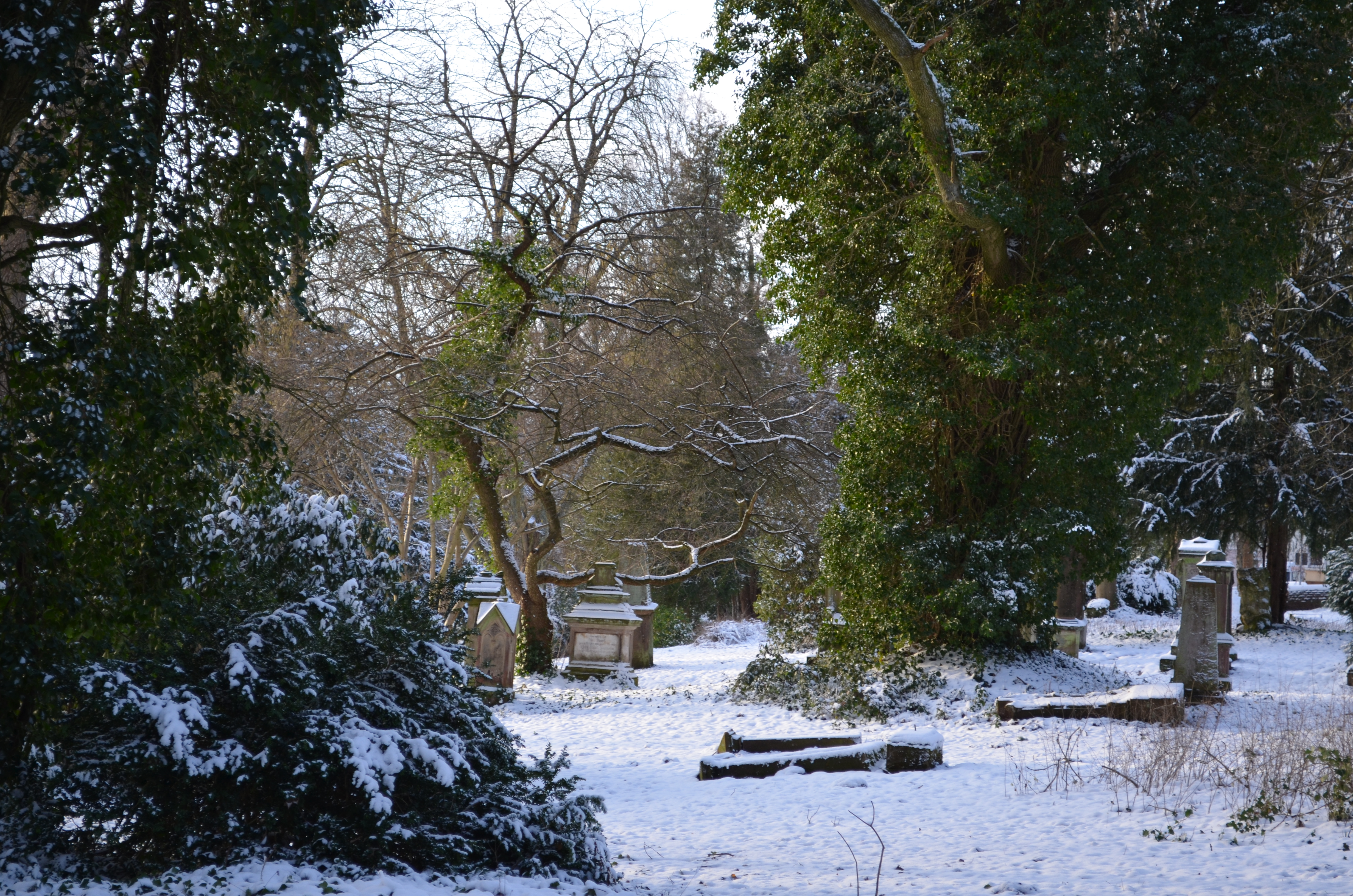
Winterliche Ansicht des Alten Friedhofs

Der Alte Friedhof ist ein aufgelassener Friedhof in Pirmasens, der zu einer Parkanlage umgestaltet wurde. Als Denkmalzone Alter Friedhof sind zahlreiche Grabdenkmäler des 19. Jahrhunderts, drei Kriegerdenkmale und eine teilweise erhaltene jüdische Abteilung Teil der Denkmalliste der Stadt. Die ehemalige Einsegnungshalle ist heute eine Veranstaltungsstätte unter dem Namen Carolinensaal.

## Lage
Die Anlagen des ehemaligen Friedhofs befinden sich unmittelbar außerhalb des Stadtzentrums im Süden des Berges Horeb. Der Park wird begrenzt von der Friedhof- und der Buchsweilerstraße im Süden und der Ottostraße im Norden. Die West- und die Ost-Grenze bilden die Darmstädter Straße bzw. die Strobelallee. Südlich der Parkanlage in Richtung des Kirchbergs liegt das gründerzeitliche Landauer-Tor-Viertel, im Westen beginnt an der Bergstraße die Innenstadt.

## Geschichte
Der Friedhof wurde um das Jahr 1763 herum außerhalb der Stadtmauern angelegt. Das genaue Jahr ist nicht bekannt, der Friedhof taucht erstmals in einer Zeichnung aus dem Jahr 1762 auf, allerdings noch an anderem Standort. Dort war er unmittelbar vor dem Buchsweilertor an der heutigen Ecke Haupt- und Bergstraße vorgesehen, angelegt wurde er schließlich an höherer Stelle in der Fortführung der Alleestraße. Spätestens im Jahr 1765 bestand der Friedhof bereits. Die ältesten erhaltenen Relikte auf dem Friedhof sind die Grabdenkmäler für zwei in der Schlacht bei Pirmasens im Jahr 1793 gefallene preußische Offiziere, Albrecht Otto Johann von Möllendorff und Hans Friedrich Georg von Borstell.
In den Jahren 1858 und 1871 wurde die Fläche des Friedhofs erweitert. Ab 1876 bestand eine jüdische Abteilung als Ersatz für den vollständig belegten Friedhof an der heutigen Zeppelinstraße. Trotz dieser Erweiterungen ging der Platz für neue Gräber wieder zur Neige, weshalb man ab 1911 plante, einen neuen Friedhof anzulegen. Erst nach dem Ersten Weltkrieg konnten die Planungen verwirklicht werden, so dass im Jahr 1924 der neue Waldfriedhof eingeweiht wurde. Ab ungefähr 1927 fanden Beerdigungen in neuen Gräbern nur noch dort statt und der Alte Friedhof wurde aufgelassen. Bis 1953 waren allerdings noch Bestattungen in bestehenden Familiengräbern möglich.
Unter der Herrschaft der Nationalsozialisten wurde der jüdische Friedhofsteil verwüstet und eingeebnet. An seiner Stelle wurde ein Löschwasserteich für das benachbarte Feuerwehrhaus der Feuerwehr Pirmasens angelegt. Nach dem Zweiten Weltkrieg konnten nur noch 17 jüdische Gräber wiederaufgestellt werden.
Zwischen 1973 und 1976 erfolgte die Umwandlung des ehemaligen Friedhofs in einen Stadtpark, dabei wurden viele Gräber abgeräumt, aber einige der kunsthandwerklich und stadtgeschichtlich wertvollsten erhalten. Die alte Einsegnungshalle wurde nach dem Krieg unter anderem als Depot für die Stadtgärtnerei genutzt und war zeitweise für den Abriss vorgesehen. 1986 wurde sie als Kulturdenkmal unter Schutz gestellt, 1993 erfolgte nach mehrjährigem Umbau die Einweihung als Veranstaltungsstätte Carolinensaal, benannt nach der Großen Landgräfin Caroline von Hessen-Darmstadt. 1998 wurde die Parkanlage um neun moderne Skulpturen im Rahmen eines Internationalen Bildhauersymposiums ergänzt.

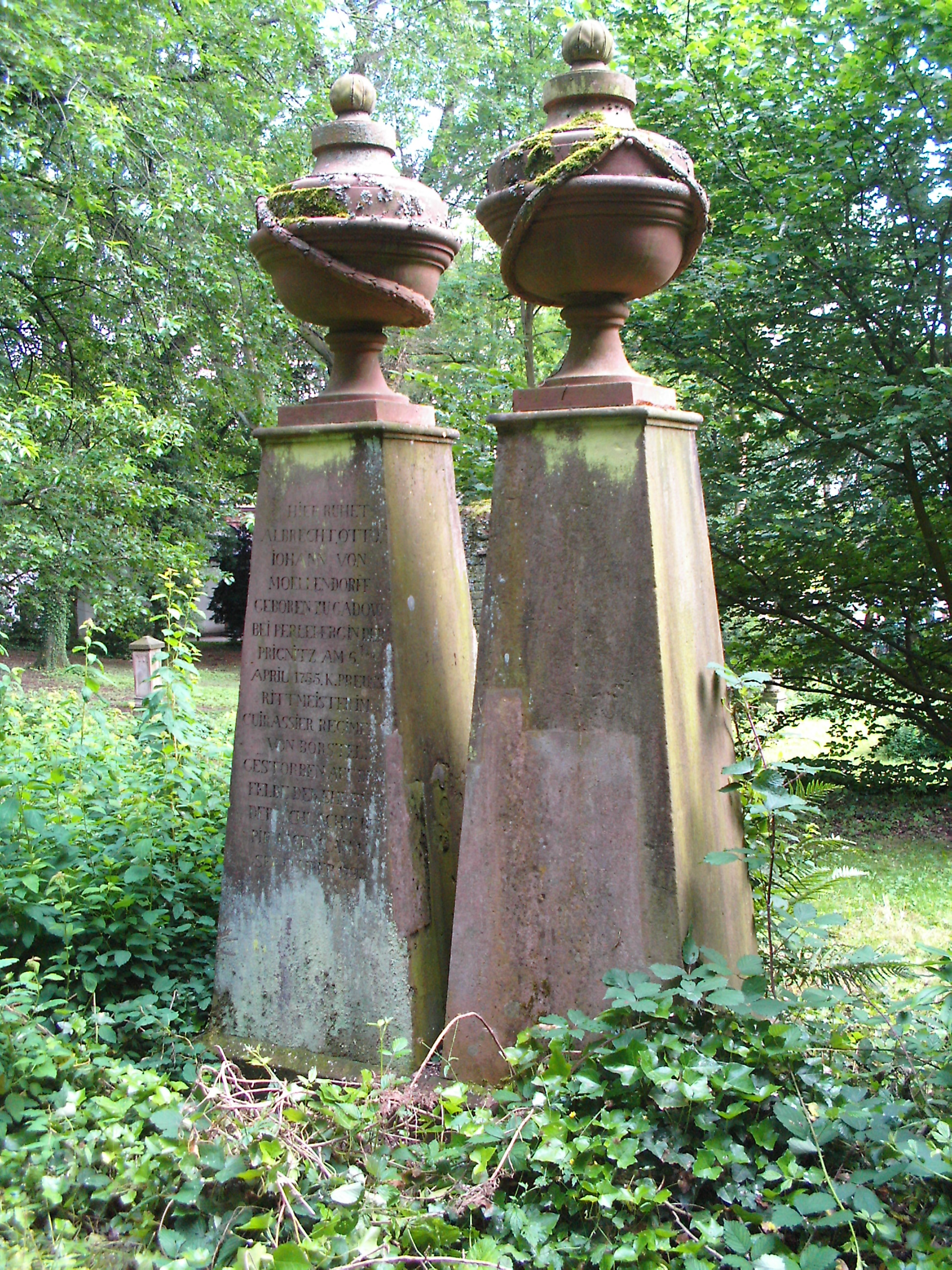
Die ältesten Gräber von 1793
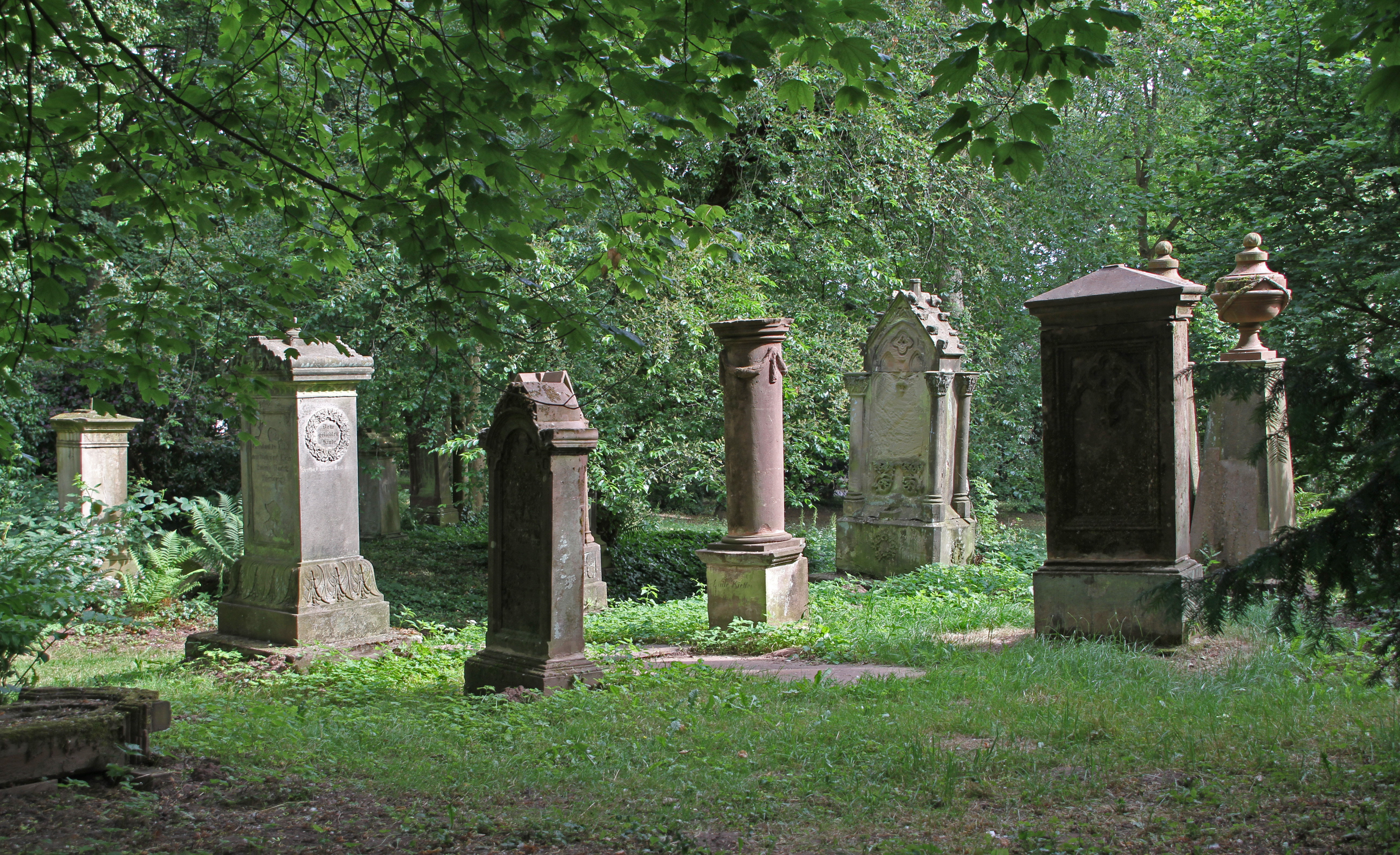
Sammlung erhaltener Grabdenkmale
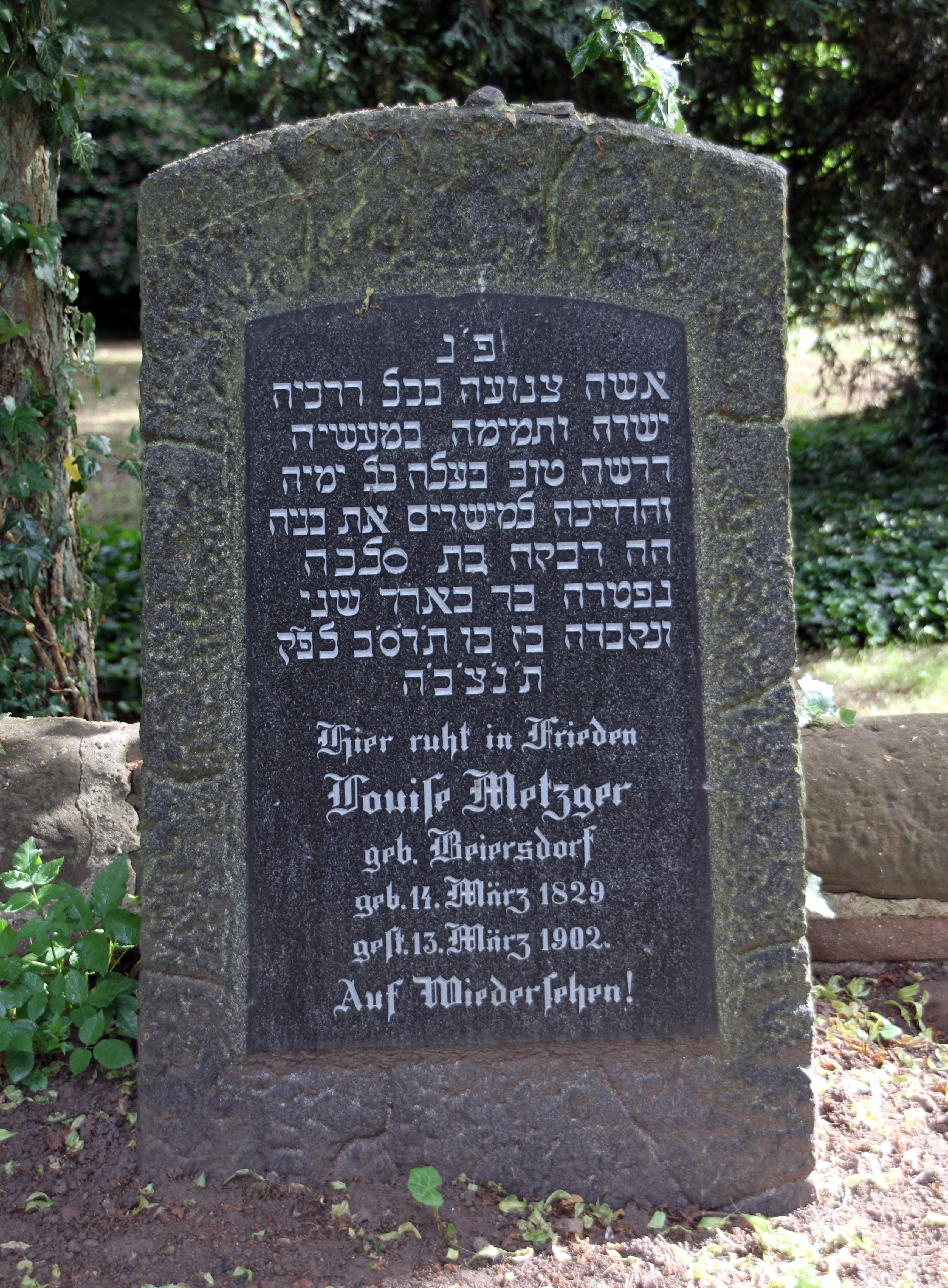
Ein jüdisches Grabmal
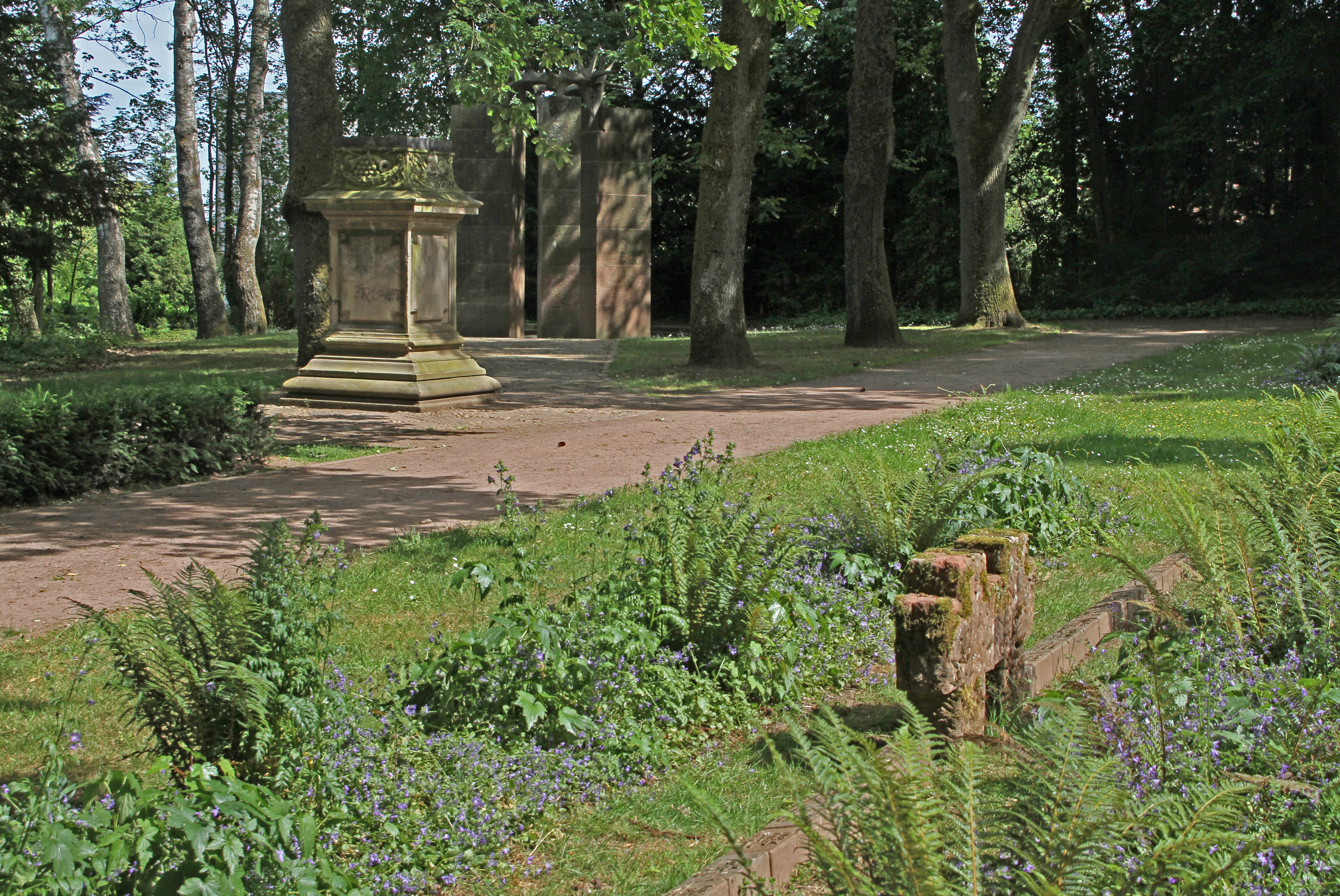
Der Soldatenfriedhof und die Kriegerdenkmale

## Anlagen

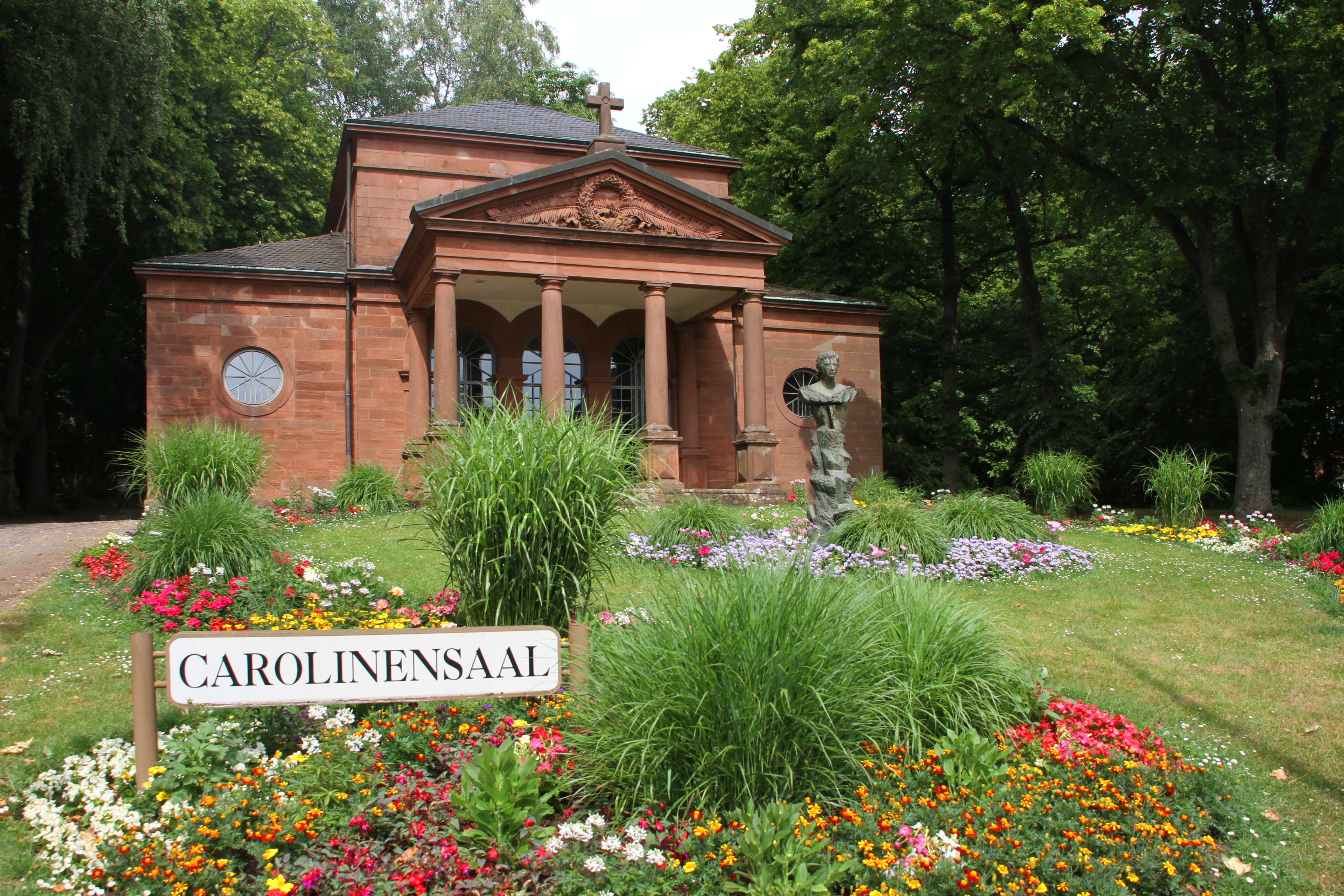
Der Carolinensaal am Eingang der Anlage

Im Zentrum des Geländes befindet sich der spätklassizistische Bau der ehemaligen Einsegnungshalle, der heutige Carolinensaal, der um 1880 errichtet wurde. Westlich davon liegt der älteste Teil des Friedhofs, hier stehen auch die meisten erhaltenen historischen Grabstätten. Am Carolinensaal vorbei führt der Hauptweg des Parks, der die Buchsweiler- mit der Ottostraße verbindet. Entlang des Weges und östlich davon befinden die Plastiken des Skulpturenparks. Der Osten der Fläche bildet eine ausgedehnte Parkanlage mit nur sehr wenigen erhaltenen Grabstätten. Am Ostrand findet man einen Ehrenfriedhof und ein Denkmal für Gefallene des Ersten Weltkriegs, den Sockel eines nicht erhaltenen Germaniadenkmals von Gustav Eberlein für den Deutsch-Französischen Krieg 1870/1871, sowie ein modernes Mahnmal für die drei Kriege 1870/1871, 1914–1918 und 1939–1945, gestaltet von Otto Rumpf.

### Skulpturenpark

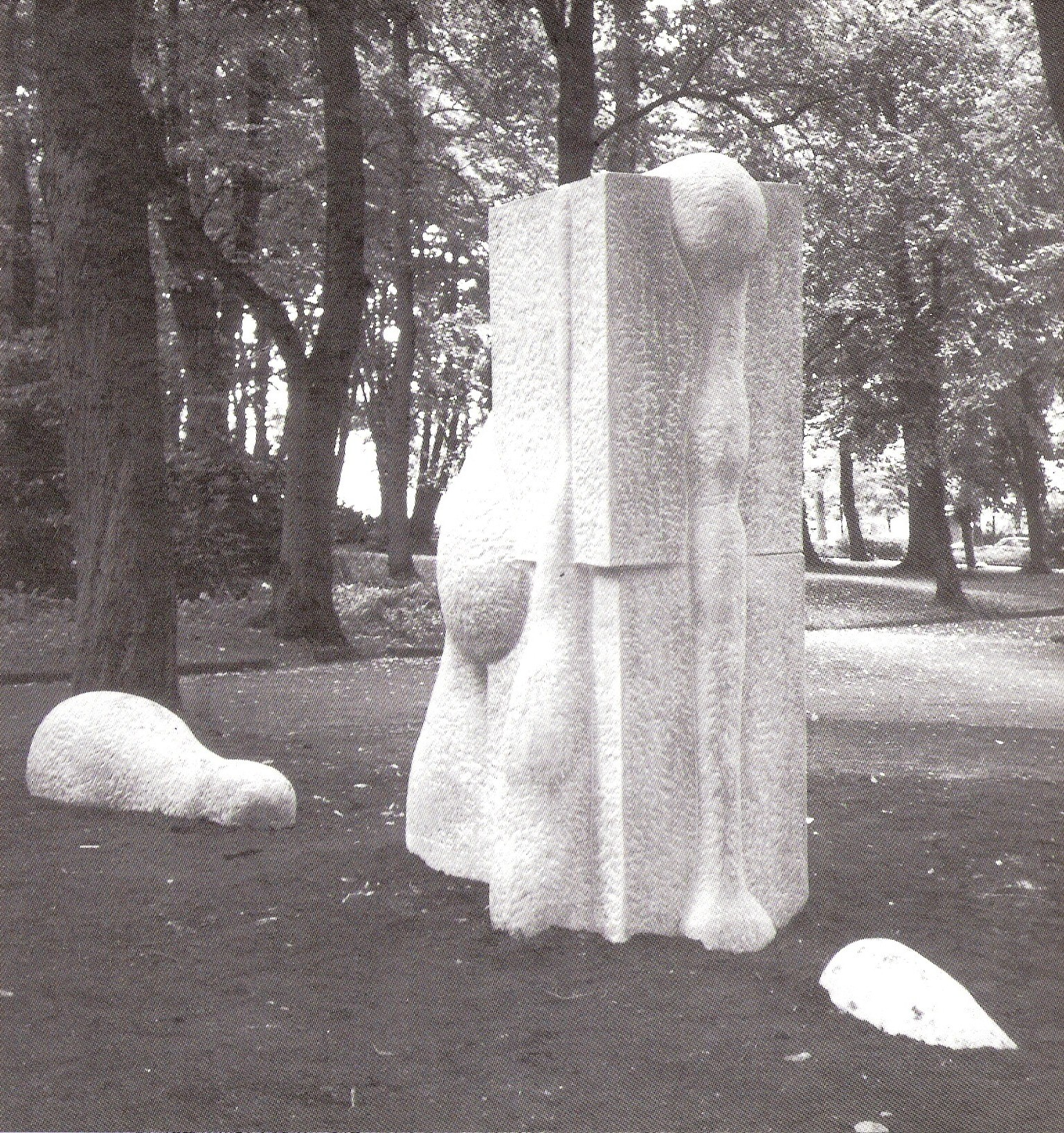
Skulptur von Villi Bossi, Fluss der Tränen

Der Skulpturenpark auf dem Alten Friedhof ist ein Teilstück des Skulpturenwegs Rheinland-Pfalz. Die Förderung des Landes Rheinland-Pfalz von Kunstprojekten im öffentlichen Raum führte 1998 mit einem internationalen Bildhauersymposium zur Gestaltung von neun modernen Sandsteinplastiken. Die Werke mit zugehörigem Künstler sind:
- Bertrand Ney: Landschaftstisch
- Villi Bossi: Fluss der Tränen
- Jian-Yong Zhang: Schweigen/Stein
- Detlef Kraft: Musikanten
- Ingbert Brunk: Ich höre, ich rufe
- Kubach & Kropp: Einer für den andern
- Georg Ahrens: Kämpferischer Engel
- Karl-Heinz Deutsch: Große Kopfform
- Ljubo de Karina: Durchbruch